# DVD enregistrable
Pour un article plus général, voir DVD.
 (octobre 2024).
Si vous disposez d'ouvrages ou d'articles de référence ou si vous connaissez des sites web de qualité traitant du thème abordé ici, merci de compléter l'article en donnant les références utiles à sa vérifiabilité et en les liant à la section « Notes et références ».
Les DVD enregistrables sont des disques optiques, de type DVD, inscriptibles une seule fois. Grâce à leur capacité de stockage nettement plus importante, ils se présentent comme les successeurs du CD-R. Suivant leur format — DVD-R ou DVD+R —, ils sont enregistrables en une ou plusieurs fois.

## Histoire et caractéristiques
Le support DVD a été mis au point après l'accord de plusieurs grandes entreprises du domaine de l'électronique et du multimédia, dont Toshiba et Matsushita, Time Warner, Philips et Sony. Il est apparu en septembre 1995.
Le DVD-/+R ressemble beaucoup au CD-R, mais il bénéficie d'une densité d'écriture nettement supérieure qui lui permet de disposer d'une capacité de stockage de données au moins sept fois supérieure.
Il permet de stocker tout type d'information : données, vidéos et musiques.
|        |             | Face                  |                          |
| Simple | Double      |                       |                          |
| Couche | Simple (SL) | 4,7 Go, soit 4,38 Gio | 9,4 Go, soit 8,75 Gio    |
| Couche | Double (DL) | 8,5 Go, soit 7,95 Gio | 17,08 Go, soit 15,90 Gio |

légende :
- SL single layer ; DL double layer
- Go gigaoctets ; Gio gibioctets

| Vitesse | Débit  | Débit | Débit | ~Temps d'écriture (minutes) | ~Temps d'écriture (minutes) |
| Vitesse | Mb/s   | Mo/s  | Mio/s | SL                          | DL                          |
| ------- | ------ | ----- | ----- | --------------------------- | --------------------------- |
| 1×      | 10,80  | 1,35  | 1,29  | 61                          | 107                         |
| 2×      | 21,60  | 2,70  | 2,57  | 31                          | 54                          |
| 2.4×    | 25,92  | 3,24  | 3,09  | 25                          | 45                          |
| 2.6×    | 28,08  | 3,51  | 3,35  | 23                          | 41                          |
| 4×      | 43,20  | 5,40  | 5,15  | 15                          | 27                          |
| 6×      | 64,80  | 8,10  | 7,72  | 10                          | 18                          |
| 8×      | 86,40  | 10,80 | 10,30 | 8                           | 13                          |
| 10×     | 108,00 | 13,50 | 12,87 | 6                           | 11                          |
| 12×     | 129,60 | 16,20 | 15,45 | 5                           | 9                           |
| 16×     | 172,80 | 21,60 | 20,60 | 4                           | 7                           |
| 18×     | 194,40 | 24,30 | 23,17 | 3                           | 6                           |
| 20×     | 216,00 | 27,00 | 25,75 | 3                           | 5                           |
| 22×     | 237,60 | 29,70 | 28,32 | 3                           | 5                           |
| 24×     | 259,20 | 32,40 | 30,90 | 3                           | 4                           |

légende :
- SL single layer ; DL double layer

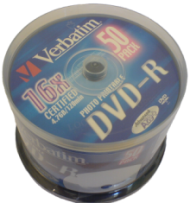
Boite de DVD-R.

- Mb/s mégabits par seconde ; Mo/s mégaoctets par seconde ; Mio/s mibioctets par seconde

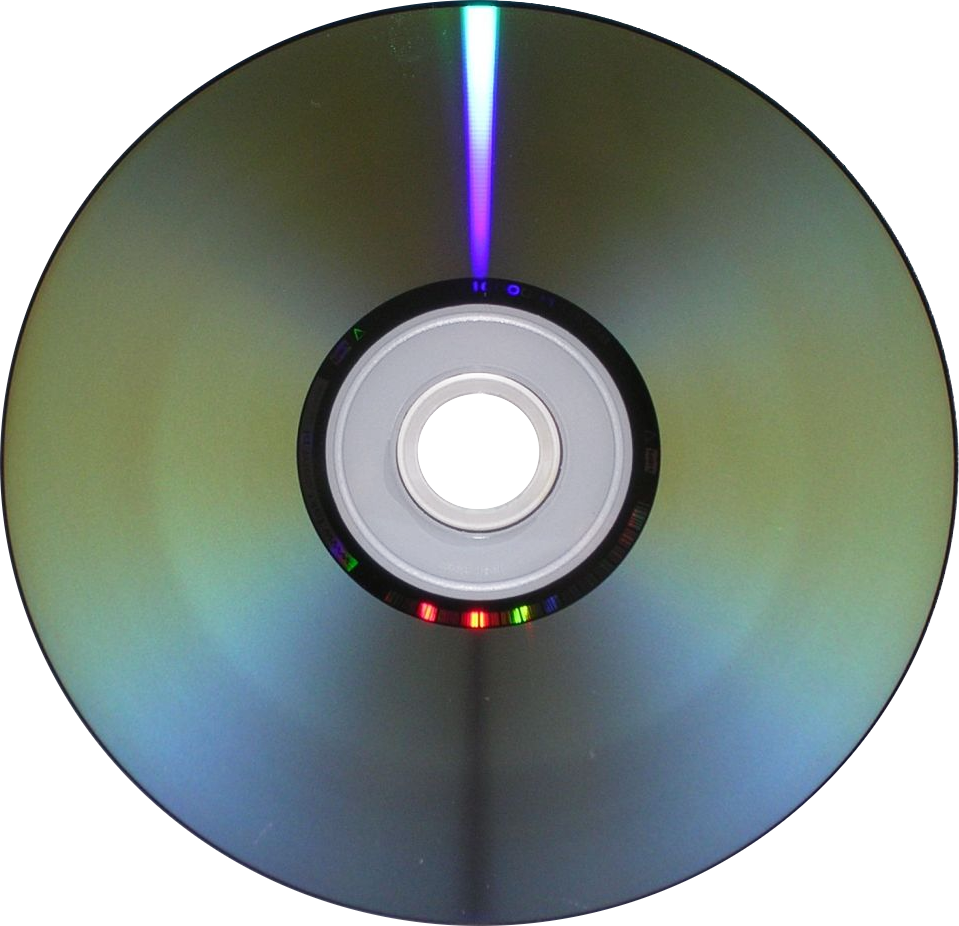
Face d'enregistrement d'un DVD-R.

## DVD-R
Le format DVD-R — aussi noté -R (R signifiant, en anglais recordable : enregistrable) — est le premier à avoir vu le jour ; il a été développé par Pioneer en 1997 et approuvé par le DVD Forum. Il était principalement destiné à la vidéo.
Les informations sauvées sur le support le sont par altération d'une couche inscriptible à l'aide du laser du graveur. Une fois gravé, il est impossible de modifier le contenu du support. En effet, une bande de sortie est inscrite à la fin de la gravure. En cas d'erreur ou d'oubli de quelque chose lors de la première gravure, il faut utiliser un autre DVD. C'est pour ce détail que certains vont préférer le DVD+R.
Ce format est lu par quasiment tous les lecteurs DVD et il s'impose pour tous les lecteurs antérieurs à 2004. Du fait que les lecteurs modernes de DVD lisent aussi bien les formats -R que +R, aucune des normes ne semblait s'imposer sur l'autre à la fin de la première décennie du XXIe siècle.

## DVD+R

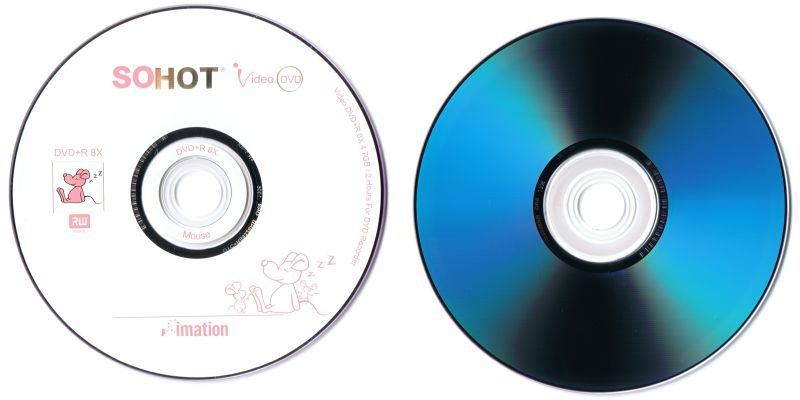
DVD+R.

Le format DVD+R a été développé, courant 2002, par l'alliance connue sous le nom de DVD+RW Alliance et formée par un consortium dont les trois membres originels étaient Philips, Sony et Hewlett-Packard. Bien que celui-ci soit plus récent et regroupe moins de membres que le DVD Forum, il est jugé plus « prestigieux ». À l'origine, le DVD Forum n'approuva pas ce nouveau standard ; ce n'est qu'en 2008 qu'il approuva le DVD+R en tant que format officiel de DVD.
Cette norme est plus récente et mieux adaptée que le DVD-R au stockage de données. Elle permet la visualisation vidéo à tout moment, sans « finalisation » du disque. Contrairement au DVD-R, il est possible de continuer à écrire des données sur celui-ci même après la première gravure et ce jusqu'à la fin du support (en revanche, il n'est pas possible de réécrire par-dessus, contrairement au DVD±RW). Il possède aussi de meilleures caractéristiques techniques que son frère ainé, le DVD-R[réf. nécessaire]. Il n'existe cependant presque aucune différence visible à l'œil nu entre les -R et le +R. Plus récent, le +R est cependant un peu moins compatible avec les lecteurs de DVD (hormis les Philips, promoteur actif du DVD+R et les compatibles PC) conçus avant 2004. Toutefois, la plupart des lecteurs postérieurs à cette date sont conçus pour lire aussi bien les formats -R que +R : les DVD+R sont donc lus par quasiment tous les lecteurs modernes (qu'ils soient de format ±R ou ±RW).

## DVD+R DL et DVD-R DL
(décembre 2013).
Les DVD+R DL ou DVD-R DL sont +R, respectivement -R, (Recordable, en français « Enregistrable ») et DL (Dual Layer, en français « Double couche »). Ils sont au format DVD+R, respectivement DVD-R alors qu'ils contiennent deux fois plus d'informations sur un seul côté.